# 淀屋橋ステーションワン
淀屋橋ステーションワン（よどやばしステーションワン）は、大阪市中央区北浜三丁目（淀屋橋）で建設されている超高層ビルである。名称が決まる以前は、「淀屋橋駅東地区都市再生事業」や「（仮称）淀屋橋駅東プロジェクト」とも呼ばれていた。

## 概要
御堂筋と土佐堀通が交差する淀屋橋交差点の南東角に位置し、中央日本土地建物所有の「日土地淀屋橋ビル」と、京阪ホールディングス所有の「京阪御堂筋ビル」（旧「東京建物大阪ビル」）を一体的に再開発するものであり、2025年竣工予定である。
御堂筋を挟んで西側、淀屋橋交差点南西角で実施されている再開発「淀屋橋駅西地区第一種市街地再開発事業」とあわせて、「ツインタワー」、「ツインビル」、「ゲートタワー」などと通称される。
日土地淀屋橋ビルと京阪御堂筋ビルの敷地の一体開発により、両ビルの間に通る淀屋小路（大阪市道淀屋小路線）は廃止された。
京阪ホールディングスは、2023年（令和5年）3月30日に発表した「京阪グループ長期経営戦略・中期経営計画」で、重点施策「大阪東西軸復権」の1つに本件を挙げている。
みずほ銀行は当ビルに拠点を設置する予定である。

## 沿革
御堂筋沿いの建物の高さ制限が都市再生特別地区の活用により緩和され得るようになり、2007年には高さ140mのツインビルを2011年を目処に建設することが検討されていることが報道された。
その後、事業化には時間を要していたが、2018年（平成30年）4月に事業者より大阪市に都市計画の手法を活用した建て替え検討につき申し出がなされ、2019年（令和元年）7月に大阪市都市計画審議会において大阪都市計画都市再生特別地区「淀屋橋駅東地区」につき可決された。
2020年（令和2年）7月、「北浜三丁目地区土地区画整理事業」が認可された。2021（令和3年）、国土交通省の令和3年度第2回サステナブル建築物等先導事業（省CO2先導型）に評価・採択された。2022年（令和4年）4月、国土交通大臣が優良な民間都市再生事業計画として認定した。
2022年（令和4年）7月8日、工事着工された。
2024年（令和6年）8月5日に施設名称が淀屋橋ステーションワンに決定したことが発表された。
2025年（令和7年）6月23日に商業ゾーンの4店舗が先行オープン、最上階にある眺望エリア「淀屋橋スカイテラス」が9月1日に一般開放。

## 再開発前のビル
淀屋小路を挟んで北側に「日土地淀屋橋ビル」、南側に「京阪御堂筋ビル」（旧「東京建物大阪ビル」）が建っていた。2020年（令和2年）に淀屋小路が閉鎖され、解体工事が開始された。

### 日土地淀屋橋ビル
日本土地建物（日土地、現・中央日本土地建物）が所有していた淀屋橋駅直結のオフィスビルであった。日本土地建物グループや、みずほ銀行などのみずほグループ企業が入居していた。
日本勧業銀行（勧銀）の大阪支店のビルとして、勧銀系の浪速建物株式会社により建設されていたが、1961年（昭和36年）に浪速建物は同じく勧銀系の勧友ビルディング株式会社（後の日本土地建物、現・中央日本土地建物）に吸収合併されると同時に勧友ビルディング株式会社は勧銀土地建物株式会社に商号変更し、同社の「淀屋橋勧銀ビル」として竣工した。その後名称は「日土地淀屋橋ビル」に変更された（1974年に勧銀土地建物株式会社は日本土地建物株式会社に商号変更）。
日本土地建物の2020年3月期有価証券報告書によると、「淀屋橋ビル」の土地面積は2,297平方メートルで、帳簿価格は土地12,149百万円、建物720百万円、その他2百万円、合計12,871百万円であった。

### 京阪御堂筋ビル
京阪ホールディングスが所有していた淀屋橋駅直結のオフィスビルであった。
東京建物が建設した1985年（昭和60年）4月竣工の建物であり、当初は「東京建物大阪ビル」と称されていた。2010年（平成22年）9月30日に、京阪電気鉄道（現・京阪ホールディングス）が東京建物より当ビルの信託受益権を取得し、2011年（平成23年）4月1日に「京阪御堂筋ビル」に名称変更された。
東京建物の2009年12月期有価証券報告書によると、土地面積1,758平方メートル、建物延床面積16,765平方メートル、帳簿価格は土地等8,067百万円、建物及び構築物1,508百万円、その他9百万円、合計9,584百万円であった。一方で、京阪電気鉄道の2011年3月期有価証券報告書によると、土地面積1,737平方メートル、賃貸面積10,302平方メートルで、有形固定資産の取得は土地8,843百万円、建物1,709百万円（単純合計で10,552百万円）であった。
なお、当ビルは、安田ビルディング株式会社が建設した1931年（昭和6年）10月竣工の大阪安田ビルディングが、1943年（昭和18年）に東京建物が安田ビルディングを合併して以降、東京建物の「大阪ビル」と呼ばれていたものを建て替えた建物であった。